# Moneyou
Moneyou B.V. is een Nederlandse financiële dienstverlener.
Moneyou werd opgericht in 2001 als een initiatief van bouwer en geldverstrekker Bouwfonds en werd later een zelfstandige dochteronderneming van ABN AMRO. Moneyou verstrekte in haar hoogtijdagen hypotheken,  verzekeringen en kredieten, en had enige tijd ook activiteiten in Duitsland, Oostenrijk en België. In 2020 beëindigde ABN Amro de activiteiten van Moneyou, een proces dat in 2021 was afgerond. Enkel het Moneyou hypotheeklabel bleef actief, als onderdeel van ABN AMRO Hypotheken Groep.

## Moneyou in Nederland
Moneyou werd opgericht in 2001 als online hypotheeklabel, op initiatief van bouwer en geldverstrekker Bouwfonds, en werd later een zelfstandige dochteronderneming van ABN AMRO.
Naast hypotheken bood Moneyou na verloop van tijd ook spaardeposito's, spaarrekeningen en de online betaalrekening Moneyou Go aan. Daarnaast werd er bemiddeld in doorlopend kredieten. Het openen van een spaarrekening kon geheel online en zowel de normale spaarrekening als de deposito´s vielen onder het depositogarantiestelsel.
Enige jaren bood Moneyou ook een Groen Deposito aan klanten, die kon afgesloten worden via de vrij opneembare spaarrekening, waar hij aan gekoppeld was. De Groen Deposito zelf werd ondergebracht bij de ABN AMRO Groenbank B.V. Gezien de bijzondere voorwaarden waarmee vervolgens met deze deposito's geïnvesteerd kon worden in de door de overheid erkende Groene projecten, waren deze beperkt beschikbaar gedurende een jaar.
Moneyou was in 2008 nog steeds een van de kleinere financiële spelers, maar deed forse reclame-inspanningen op het internet en met radioreclames. Vooral deze laatste hebben bijgedragen aan de bekendheid. Begin 2010 won Moneyou Het Gouden Spaarvarken, een in 2009 ingestelde prijs voor de best renderende spaarrekening zonder beperkende voorwaarden.
In 2020 kondigde Moneyou aan haar spaar- en betaalactiviteiten in de loop van 2021 te staken. Volgens de bank kon zij zich door de lage rentestand niet meer van andere aanbieders onderscheiden met een aantrekkelijke spaarrente. Moneyou Go sloot op 15 april 2021 en Moneyou Sparen stopte op 5 juli 2021. Moneyou Lenen ging op 1 juli 2021 over naar DEFAM, een 100% dochter van ABN AMRO Bank N.V. Het Moneyou hypotheeklabel bleef actief als onderdeel van de ABN AMRO Hypotheken Groep. 
Door het stoppen van Moneyou Sparen en Betalen gingen 150 banen verloren in Nederland en Duitsland. Tijdelijke contracten werden niet verlengd, en voor ruim veertig vaste werknemers volgde er een sociaal plan. Ook ging een deel van de medewerkers over naar fintechpartij TM-Pro, die de techniek achter het Moneyou-platform overneemt.

## Moneyou buiten Nederland

### Moneyou in Duitsland
De activiteiten van Moneyou in Duitsland werden gestart in 2011.
In 2018 lanceerde Moneyou Tikkie in Duitsland. Tikkie sloeg daar echter niet aan, en het experiment werd dan ook in 2019 gestaakt.
Na positieve ervaringen in Nederland werd de Moneyou GO-app in 2019 ook uitgerold naar Duitse Moneyou klanten.
In 2020 kondigde Moneyou aan om haar spaar- en betaalactiviteiten in de loop van 2021 te staken. Volgens de bank kon zij zich door de lage rentestand niet meer van andere aanbieders onderscheiden met een aantrekkelijke spaarrente.

### Moneyou in België
Moneyou België werd in 2012 gelanceerd.
In november 2019 hield Moneyou België op te bestaan. De rekeningen van de 43.000 klanten in België werden overgedragen naar de Belgische online Keytrade Bank.

### Moneyou in Oostenrijk
Moneyou ging in Oostenrijk van start in oktober 2014. Midden 2019 hield Moneyou Oostenrijk op te bestaan.